# Rotmos

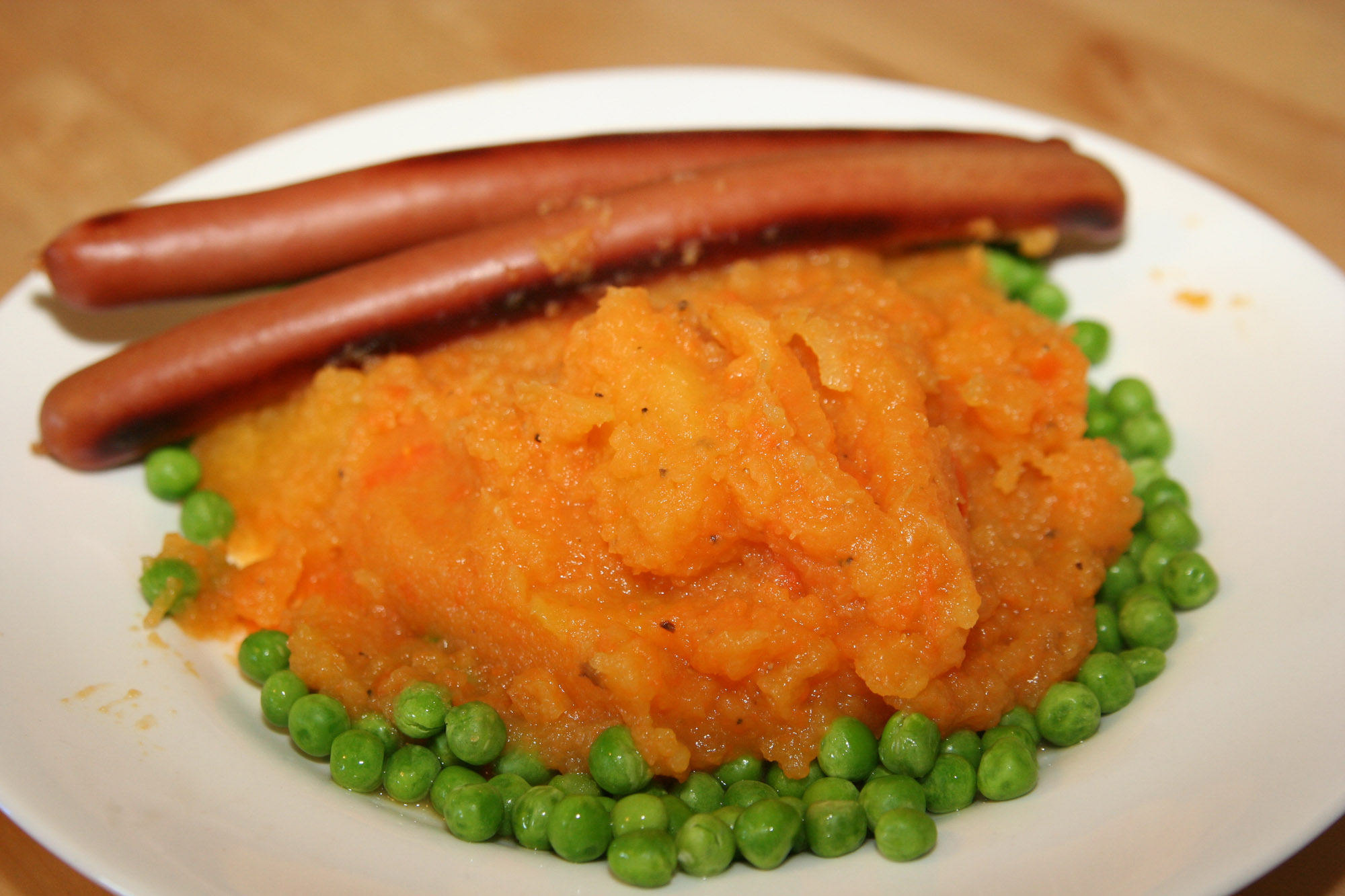
Rotmos med korv och ärtor

Rotmos (i Blekinge kallad bulsa och i Skåne rabbemos eller rabbegröd) är en maträtt bestående av passerad kålrot, potatis, morot och emellanåt palsternacka. Samtliga rotfrukter skalas och kokas i lättsaltat vatten, varefter de mosas och kryddas med mald vitpeppar, samt ibland en liten mängd mald ingefära. Till skillnad från ingredienserna i potatismos tillsätter man vanligen varken mjölk eller grädde vid beredning av rotmos, istället är oftast kokvattnet den enda vätska som används för att justera mosets konsistens.

## Servering
Rotmos äts framförallt tillsammans med rimmad fläsklägg, kokt korv eller fläskkorv, men kan också gratineras i ugn tillsammans med såväl fisk, köttfärs som lamm. Rotmos i dess olika varianter serveras inte längre lika ofta som tidigare, men uppskattas fortfarande av många som god husmanskost.

## Liknande maträtter
Hutspot är en liknande rätt med lök istället för kålrot.